# 萊克喬治 (紐約州)
萊克喬治（英語：Lake George）是一個位於美國紐約州沃倫縣的鎮。

## 人口
根據2020年美國人口普查的數據，萊克喬治的面積為84.48平方千米，當中陸地面積為77.88平方千米，而水域面積為6.60平方千米。當地共有人口3502人，而人口密度為每平方千米41人。